# Mosbolletjies

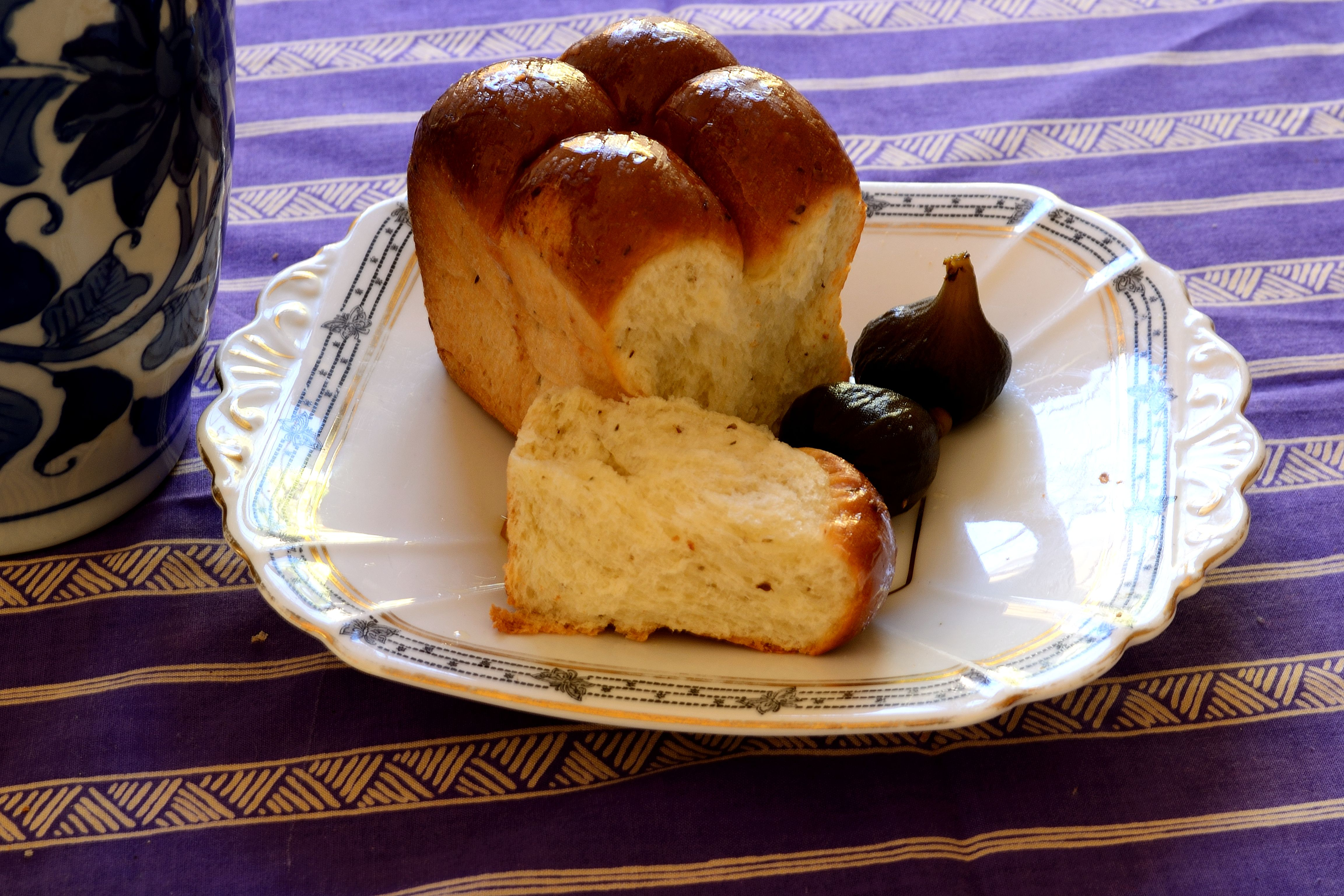
Mosbolletjies is een gezoet en gerezen gistbrood, op smaak gebracht met karwij en/of anijszaad

Mosbolletjies is een traditioneel Zuid-Afrikaans (Afrikaner) zoet brood dat zijn oorsprong heeft in de wijnproducerende gebieden van de West-Kaap. De naam is een samenstelling van de Afrikaanse woorden voor most en bolletje/kadetje. De broodjes worden vaak geserveerd met thee of koffie. Mosbolletjies kunnen tevens gedroogd worden om beskuit van te maken. Mosbolletjies zijn verwant aan brioche.

## Geschiedenis
Mosbolletjies zijn terug te voeren op Franse hugenoten die zich in 1688 vestigden in Franschhoek en de wijnbouw introduceerden in de regio. Voornamelijk in het wijnproducerende seizoen werden de mosbolletjies gemaakt, omdat het hoofdingrediënt dan beschikbaar was.

## Samenstelling
Traditioneel werd de most die resteerde van de wijnproductie gebruikt als rijsmiddel en toegevoegd aan het deeg. Kruiden zoals anijszaad worden bijgevoegd, waarna het gemengde deeg gebakken wordt. Heden ten dage worden meestal druivensap en gist gebruikt in plaats van most.
Het deeg van de broodjes wordt tot bolletjes gerold en vervolgens strak tegen elkaar aan gelegd op een bakplaat. Hierdoor ontstaat er een samenhangende verzameling mosbolletjies die eenmaal gebakken gemakkelijk van elkaar gebroken kunnen worden.